# Joan Pons i Massaveu
Joan Pons i Massaveu (Barcelona, 1850 - 3 de març de 1918) fou un poeta i escriptor costumista. Comerciant de professió i de formació autodidacta, començà a escriure amb pseudònim a L'Escut de Catalunya i poc després a La Renaixença. També ho faria a La Il·lustració Catalana, Lo Gai Saber o L'Avenç.
A banda d'escriure nombroses obres, publicà al Diari Català (num 61, 3 juliol 1879; num 67, 10 juliol 1879 i num 74, 17 juliol 1879) la traducció de la narració "La Cort dels Nassos", del llibretista italià Antonio Ghislanzoni.

## Obres
- L'Auca de la Pepa de Joan Pons i Massaveu. Edició de l'any 1919 de la Biblioteca Catalana d'Editorial Catalana. Divuit capítols. Quadros en prosa (1878)
- La Colla del carrer (1887)
- Menudalla : poesias (1887)
- Trascant per les serres (1892)
- Caps y trevas (1893)
- L'Auca de la Pepa (1893)
- La Dama negra (1898)
- Novelas curtas (1899)
- De la pila (1900)
- Les Tres llágrimes (1900)
- En Mitja-galta (1905)

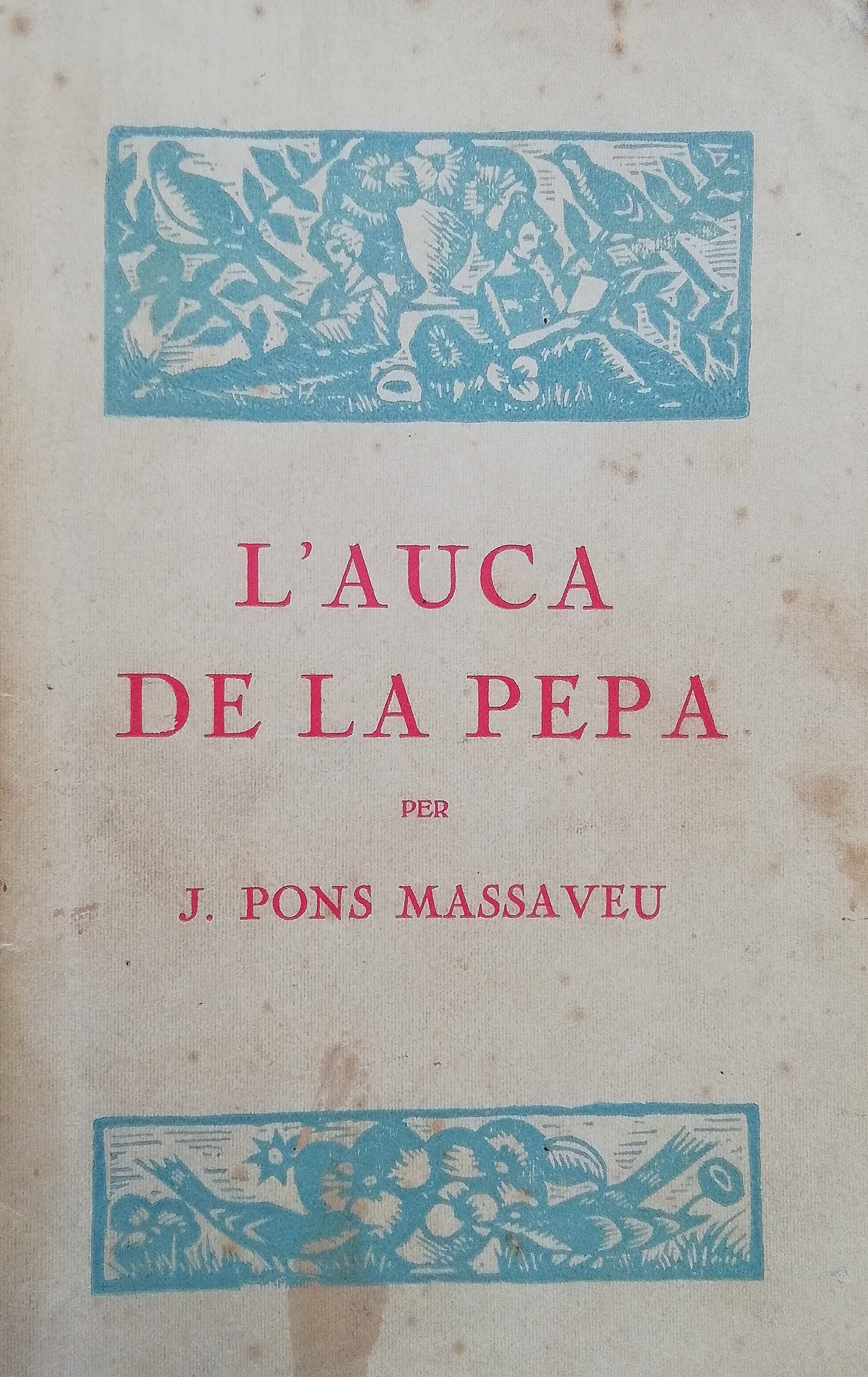
L'Auca de la Pepa de Joan Pons i Massaveu. Edició de l'any 1919 de la Biblioteca Catalana d'Editorial Catalana. Divuit capítols.

- Si són servits... : articles de costums (1913)
- Com anavem dient... (1917)
- Poesies (192-)